# Anna Rothgang-Rieger
Anna Rothgang-Rieger (* 6. März 1930 in Beuthen, Provinz Oberschlesien; † 18. Dezember 2016) war eine deutsche Politikerin (FDP).
Rothgang-Rieger siedelte mit ihrer Familie 1934 nach Nürnberg über, wo sie die Volksschule und die Mädchenoberrealschule besuchte, die sie 1949 mit dem Abitur verließ. Sie studierte an der Fakultät für Bauwesen der Technischen Hochschule in München und schloss das Studium 1954 als Diplom-Ingenieurin ab. Daraufhin arbeitete sie im konstruktiven Ingenieurbau. Sie war verheiratet und Mutter dreier Kinder.
Bei der Landtagswahl 1970 wurde sie im Wahlkreis Mittelfranken in den Bayerischen Landtag gewählt, dem sie eine Wahlperiode lang bis 1974 angehörte. Dort war sie Mitglied des Ausschusses für Geschäftsordnung und Wahlprüfung. Sie war die zweite Frau schlesischer Herkunft im Landtag nach Renate Malluche.